# Launaguet
Launaguet ist eine französische Gemeinde mit 9216 Einwohnern (Stand: 1. Januar 2022) im Département Haute-Garonne in der Region Okzitanien; sie gehört zum Arrondissement Toulouse und zum Kanton Toulouse-8. Die Einwohner heißen Launaguettois(es).

## Geographie
Launaguet ist eine nördliche banlieue von Toulouse, durch die der Hers-Mort fließt.
Umgeben wird Launaguet von den Nachbargemeinden Castelginest im Norden, Saint-Loup-Cammas im Nordosten, Saint-Geniès-Bellevue im Osten, L’Union im Südosten, Toulouse im Süden und im Südwesten, Aucamville im Westen und Fonbeauzard im Nordwesten.

## Bevölkerungsentwicklung
| Jahr                      | 1962 | 1968 | 1975 | 1982 | 1990 | 1999 | 2006 | 2011 | 2017 |
| Einwohner                 | 1160 | 1407 | 2771 | 2842 | 3768 | 5086 | 6696 | 7309 | 8880 |
| Quelle: Cassini und INSEE |      |      |      |      |      |      |      |      |      |

## Sehenswürdigkeiten
- Kirchen Saint-Barthélemy

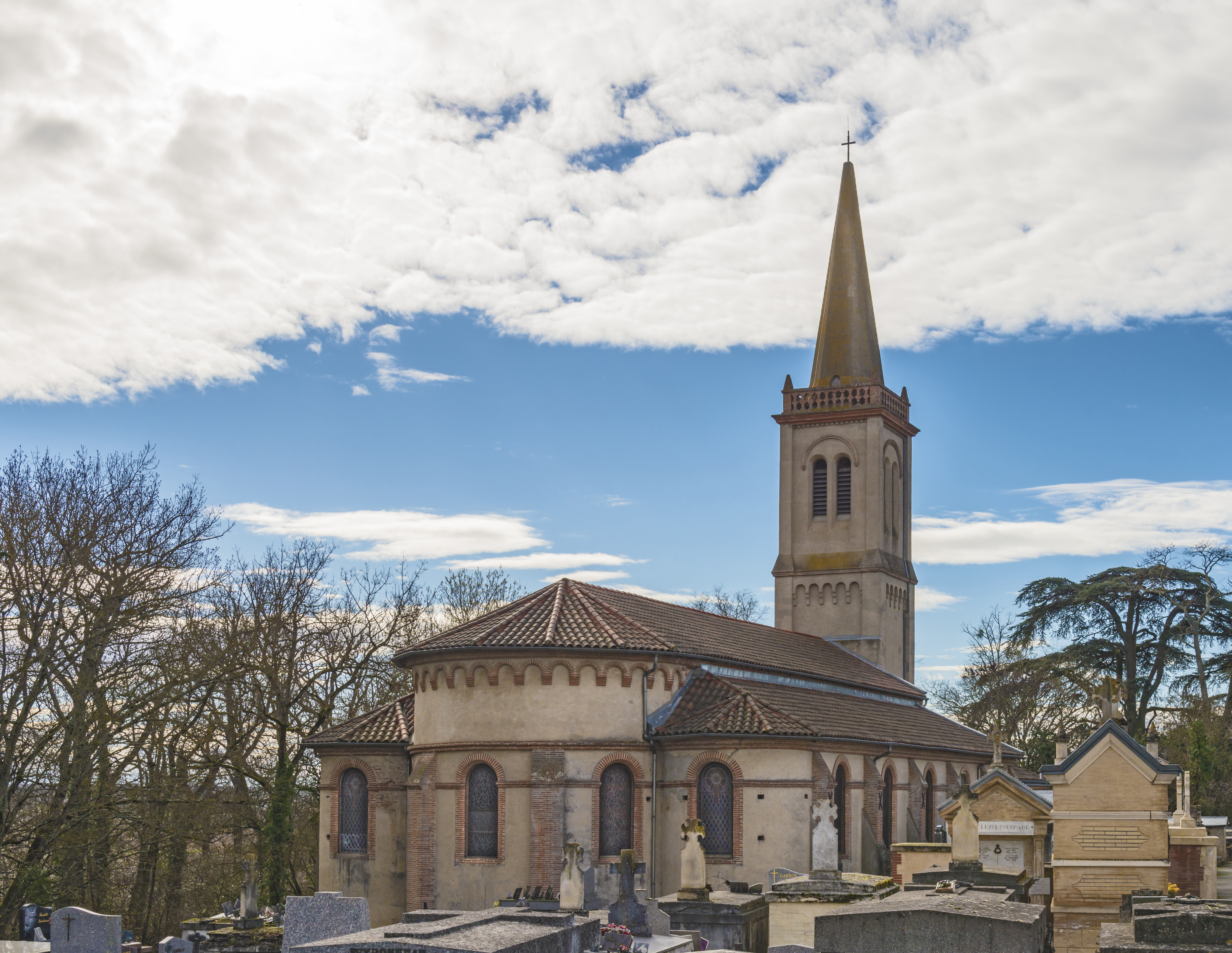
Kirche Saint-Barthélemy

- Château de Launaguet (heutiges Rathaus), errichtet 1845, auf den Ruinen eines früheren Herrenhauses, seit 1993 Monument historique

Siehe auch: Liste der Monuments historiques in Launaguet